# ديفن كلارك (مقاتل)
ديفن كلارك (بالإنجليزية: Devin Clark) هو فنان قتال مختلط أمريكي، ولد في 11 أبريل 1990 في سو فولز في الولايات المتحدة.

## وصلات خارجية
- ديفن كلارك على موقع يو إف سي (الإنجليزية)
- ديفن كلارك على موقع شيردوغ (الإنجليزية)
- ديفن كلارك على موقع Tapology.com (الإنجليزية)
- ديفن كلارك على موقع IMDb (الإنجليزية)
- ديفن كلارك على موقع قاعدة بيانات الفيلم (الإنجليزية)